# Neal McCoy

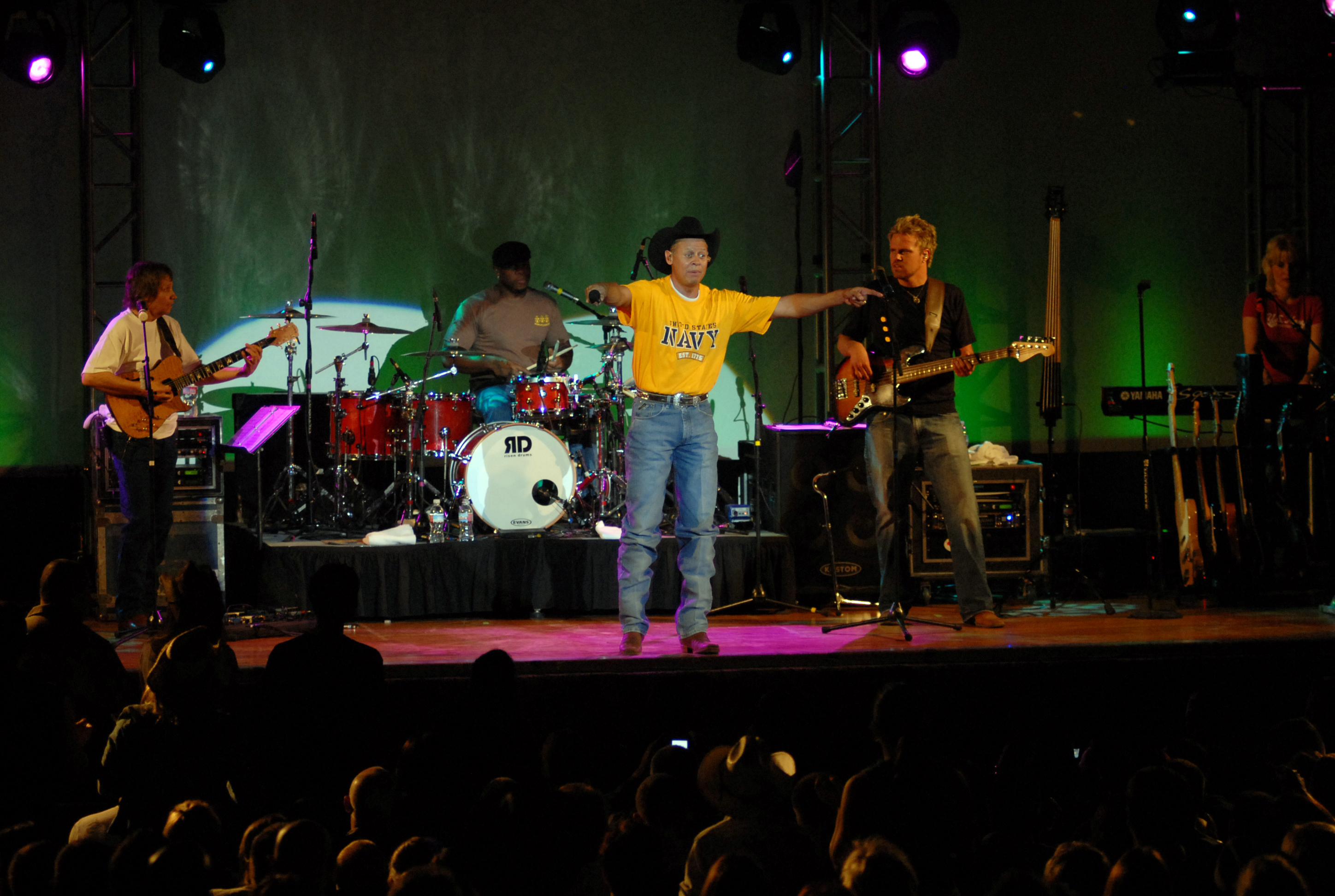
Neal McCoy (2009)

Neal McCoy (* 30. Juli 1963 als Hubert Neal McGaughey in Jacksonville, Texas) ist ein US-amerikanischer Country-Sänger.

## Anfänge
Neal entstammt einer irisch-philippinischen Familie. Nach der Scheidung seiner Eltern heiratete seine Mutter erneut (Jahre später nahm Neal den Nachnamen seines neuen Vaters – McCoy – an). Bereits in frühester Kindheit zeigte er ein ausgeprägtes Interesse an allen Arten und Formen von Musik. Er ergriff jede sich bietende Gelegenheit, zu singen und zu musizieren.
Nach Schulabschluss tingelte er durch Clubs und Tanzhallen. Nach Gewinn eines Talentwettbewerbs beschloss er, Berufsmusiker zu werden. Bei einem seiner Auftritte wurde die Country-Sängerin Janie Fricke auf ihn aufmerksam, die ihn Charley Pride empfahl. Neal wurde für das Tournee-Vorprogramm des großen Stars engagiert. Er arbeitete insgesamt sieben Jahre mit Charley Pride zusammen.

## Karriere als Neal McCoy
1987 erhielt er bei einem kleinen Nashviller Label einen Schallplattenvertrag. Es wurden einige nur mäßig erfolgreiche Singles produziert. 1990 wechselte er als Neal McCoy zum Atlantic Label. Sein Durchbruch gelang vier Jahre später, als die aus dem gleichnamigen Album ausgekoppelte Single No Doubt About It Platz eins der Country-Charts erreichte. Auch ein zweiter Song aus diesem Album, Wink, schaffte es an die Spitze der Hitparade. Das Album selbst wurde über eine Million Mal verkauft und mit Platin ausgezeichnet.
Auch McCoys nächste Veröffentlichungen waren erfolgreich, wenn auch keine Spitzenplätze mehr erreicht werden konnten. Erst gegen Ende des Jahrzehnts ließen die Verkaufszahlen nach. Er konzentrierte sich mehr und mehr auf seine Tourneen, die dank seines lebendigen Auftretens auf breites Publikumsinteresse stießen.

## Diskografie

### Alben
| Jahr | Titel                             | Höchstplatzierung, Gesamtwochen, AuszeichnungChartplatzierungen (Jahr, Titel, Platzierungen, Wochen, Auszeichnungen, Anmerkungen) | Höchstplatzierung, Gesamtwochen, AuszeichnungChartplatzierungen (Jahr, Titel, Platzierungen, Wochen, Auszeichnungen, Anmerkungen) | Anmerkungen |
| Jahr | Titel                             | US | Country | Anmerkungen |
| ---- | --------------------------------- | --- | --- | ----------- |
| 1992 | Where Forever Begins              | — | Country58 (6 Wo.)Country |             |
| 1994 | No Doubt About It                 | US84 Platin · (34 Wo.)US | Country13 (61 Wo.)Country |             |
| 1995 | You Gotta Love That!              | US68 Platin · (24 Wo.)US | Country10 (58 Wo.)Country |             |
| 1996 | Neal McCoy                        | US61 Gold · (17 Wo.)US | Country7 (43 Wo.)Country |             |
| 1997 | Be Good At It                     | US135 (9 Wo.)US | Country23 (33 Wo.)Country |             |
| 1999 | Life Of The Party                 | — | Country24 (17 Wo.)Country |             |
| 2000 | 24-7-365                          | — | Country28 (5 Wo.)Country |             |
| 2005 | That’s Life                       | US32 (7 Wo.)US | Country8 (28 Wo.)Country |             |
| 2012 | XII                               | — | Country58 (1 Wo.)Country |             |
| 2013 | Pride: A Tribute to Charley Pride | — | Country45 (2 Wo.)Country |             |

Weitere Veröffentlichungen
- 1991: At This Moment

### Kompilationen
| Jahr | Titel                       | Höchstplatzierung, Gesamtwochen, AuszeichnungChartplatzierungen (Jahr, Titel, Platzierungen, Wochen, Auszeichnungen, Anmerkungen) | Höchstplatzierung, Gesamtwochen, AuszeichnungChartplatzierungen (Jahr, Titel, Platzierungen, Wochen, Auszeichnungen, Anmerkungen) | Anmerkungen |
| Jahr | Titel                       | US | Country | Anmerkungen |
| ---- | --------------------------- | --- | --- | ----------- |
| 1997 | Greatest Hits               | US55 Platin · (29 Wo.)US | Country5 (78 Wo.)Country |             |
| 2008 | The Very Best of Neal McCoy | — | Country51 (7 Wo.)Country |             |

Weitere Veröffentlichungen
- 2017: Neal McCoy’s Favorite Hits

### Singles
| Jahr | Titel Album                                                                                       | Höchstplatzierung, Gesamtwochen, AuszeichnungChartplatzierungen (Jahr, Titel, Album, Platzierungen, Wochen, Auszeichnungen, Anmerkungen) | Höchstplatzierung, Gesamtwochen, AuszeichnungChartplatzierungen (Jahr, Titel, Album, Platzierungen, Wochen, Auszeichnungen, Anmerkungen) | Anmerkungen    |
| Jahr | Titel Album                                                                                       | US | Country | Anmerkungen    |
| --- | ------------------------------------------------------------------------------------------------- | --- | --- | -------------- |
| 1988 | That’s How Much I Love You                                                                        | — | Country85 (2 Wo.)Country | als Neal McGoy |
| 1991 | If I Built You a Fire At This Moment                                                              | — | Country48 (10 Wo.)Country |                |
| 1991 | This Time I’ve Hurt Her More (Than She Loves Me) At This Moment                                   | — | Country50 (10 Wo.)Country |                |
| 1992 | Where Forever Begins                                                                              | — | Country40 (14 Wo.)Country |                |
| 1992 | There Ain’t Nothin’ I Don’t Like About You Where Forever Begins                                   | — | Country57 (8 Wo.)Country |                |
| 1993 | Now I Pray for Rain Where Forever Begins                                                          | — | Country26 (16 Wo.)Country |                |
| 1993 | No Doubt About It                                                                                 | US75 (5 Wo.)US | Country1 (20 Wo.)Country |                |
| 1994 | Wink No Doubt About It                                                                            | US91 (4 Wo.)US | Country1 (20 Wo.)Country |                |
| 1994 | The City Put the Country Back in Me No Doubt About It                                             | — | Country5 (20 Wo.)Country |                |
| 1994 | For a Change You Gotta Love That!                                                                 | — | Country3 (20 Wo.)Country |                |
| 1995 | They’re Playin’ Our Song You Gotta Love That!                                                     | — | Country3 (20 Wo.)Country |                |
| 1995 | If I Was a Drinkin' Man You Gotta Love That!                                                      | — | Country16 (20 Wo.)Country |                |
| 1996 | You Gotta Love That You Gotta Love That!                                                          | — | Country3 (20 Wo.)Country |                |
| 1996 | Then You Can Tell Me Goodbye Neal McCoy                                                           | — | Country4 (20 Wo.)Country |                |
| 1996 | Going, Going, Gone Neal McCoy                                                                     | — | Country35 (11 Wo.)Country |                |
| 1996 | That Woman of Mine Neal McCoy                                                                     | — | Country35 (17 Wo.)Country |                |
| 1997 | The Shake Greatest Hits                                                                           | — | Country5 (21 Wo.)Country |                |
| 1997 | If You Can't Be Good (Be Good at It) Be Good at It                                                | — | Country22 (20 Wo.)Country |                |
| 1998 | Party On Be Good at It                                                                            | — | Country50 (8 Wo.)Country |                |
| 1998 | Love Happens Like That Be Good at It                                                              | — | Country29 (20 Wo.)Country |                |
| 1999 | I Was The Life of the Party                                                                       | — | Country37 (17 Wo.)Country |                |
| 1999 | The Girls of Summer The Life of the Party                                                         | — | Country42 (13 Wo.)Country |                |
| 2000 | Forever Works for Me (Monday, Tuesday, Wednesday, Thursday) 24-7-365                              | — | Country38 (16 Wo.)Country |                |
| 2000 | Every Man for Himself 24-7-365                                                                    | — | Country37 (21 Wo.)Country |                |
| 2001 | Beatin’ It In 24-7-365                                                                            | — | Country41 (9 Wo.)Country |                |
| 2002 | The Luckiest Man in the World                                                                     | — | Country46 (9 Wo.)Country |                |
| 2005 | Billy’s Got His Beer Goggles On That’s Life                                                       | US75 (9 Wo.)US | Country10 (31 Wo.)Country |                |
| 2006 | The Last of a Dying Breed That’s Life                                                             | — | Country35 (16 Wo.)Country |                |
| 2011 | A-OK XII                                                                                          | — | Country52 (14 Wo.)Country |                |
| 2017 | Take a Knee, My Ass (I Won’t Take a Knee)                                                         | — | Country49 (1 Wo.)Country |                |
| Folgende Lieder erschienen nicht als Single, wurden aber durch das Album zum Download und Streaming bereitgestellt und konnten somit eine Platzierung erlangen: |                                                                                                   | | |                |
| |                                                                                                   | | |                |
| 1996 | Hillbilly Rap Neal McCoy                                                                          | — | Country71 (3 Wo.)Country |                |
| 2001 | I’ll Be Home for Christmas/Have Yourself a Merry Little Christmas Believe: A Christmas Collection | — | Country74 (1 Wo.)Country |                |

Weitere Veröffentlichungen
- 1988: That’s American (als Neal McGoy)
- 1991: Hillbilly Blue
- 2002: What If
- 2006: Tail on the Tailgate
- 2008: Rednecktified
- 2008: For the Troops
- 2011: New Mountain to Climb
- 2012: Shotgun Rider
- 2013: Roll On Mississippi (mit Trace Adkins)
- 2013: Kaw-Liga
- 2014: Can You Do This

### Gastbeiträge
| Jahr | Titel Album         | Höchstplatzierung, Gesamtwochen, AuszeichnungChartplatzierungen (Jahr, Titel, Album, Platzierungen, Wochen, Auszeichnungen, Anmerkungen) | Höchstplatzierung, Gesamtwochen, AuszeichnungChartplatzierungen (Jahr, Titel, Album, Platzierungen, Wochen, Auszeichnungen, Anmerkungen) | Anmerkungen                                                 |
| Jahr | Titel Album         | US | Country | Anmerkungen                                                 |
| ---- | ------------------- | --- | --- | ----------------------------------------------------------- |
| 1996 | Hope                | — | Country57 (… Wo.)Country | Various Artists                                             |
| 1998 | One Heart at a Time | US56 (… Wo.)US | Country69 (… Wo.)Country | Various Artists                                             |
| 2000 | Now That’s Awesome  | — | Country59 (12 Wo.)Country | Bill Engvall feat. Neal McCoy, Tracy Byrd & T. Graham Brown |